# ريتشارد سيسيل كوك
ريتشارد سيسيل كوك (بالإنجليزية: Richard Cecil Cook)‏ هو قاضي أسترالي، ولد في 2 مارس 1902 في ماريكفيل ‏ في أستراليا، وتوفي في 29 يوليو 1977 في سيدني في أستراليا.